# Pusionella
Pusionella is een geslacht van weekdieren uit de klasse van de Gastropoda (slakken).

## Soorten
- Pusionella buccinata (Lamarck, 1822)
- Pusionella compacta Strebel, 1914
- Pusionella ghanaensis Boyer & Ryall, 2006
- Pusionella lirata A. Adams, 1853
- Pusionella lupinus (Philippi, 1850)
- Pusionella nifat (Bruguière, 1789)
- Pusionella rapulum Tryon, 1884
- Pusionella remorata Sykes, 1905
- Pusionella valida (Dunker, 1852)
- Pusionella vulpina (Born, 1780)